# Hugh Bullard
Hugh Bullard, född 16 mars 1942, död 16 februari 2008, var en friidrottare från Bahamas. Han deltog vid olympiska sommarspelen 1960.